# 大石造酒蔵
大石 造酒蔵（おおいし みきぞう、? - 慶応2年2月5日（1866年3月21日））は、幕末の一橋家家臣。新選組隊士・大石鍬次郎の実弟。大石捨次郎の実子で、実名は源守仲（みなもと もりなか?）。
- 文久2年（1862年）8月、父捨次郎の隠居により家督を相続。
- 壬生光縁寺、松原忠司ら12名の合同墓碑と、山南敬介ら5名の合同墓碑とに挟まれて墓碑が立っている。施主は兄・鍬次郎。
- 新選組隊士・今井祐次郎に斬殺された話が伝わるが、近藤・土方書簡によると病死。ただし佐藤彦五郎日記の慶応二年四月の記録によると「相果候」とある。
- 大石家家督について近藤らが奔走した形跡があるが、鍬次郎は相続せず、慶応2年12月に妹婿の荘之助が相続した。

## 諸資料による最期
『壬生浪士始末記』（西村兼文）や『新選組始末記』（子母澤寛）に掲載されている話として、
慶応2年2月、祇園石段下で今井祐三郎（祐次郎）と斬り合い、殺された。兄を殺された鍬次郎は今井を恨みに思い、それを察した土方が「私闘を禁ずる」法度をもって鍬次郎に注意を促すが、執念深い鍬次郎は今井を付け狙う。そこで近藤に意を含められた土方が「自分は近藤から大切な預かり物をしたが大変な物なので大石にも共同責任を負ってほしい、その預かり物とは今井の命であり、今井に万一があれば土方・大石両名は切腹せねばならぬ」と釘を刺したので、ようやく鍬次郎も諦めた。これを伝え聞いた今井は近藤・土方への恩義を強く感じ、鳥羽・伏見の戦いで奮戦して果てるまで活躍したという。
しかし、これは造酒蔵を「兄」として描かれたものであり、実際は造酒蔵が鍬次郎の弟であることから、現在では事実ではないと考えられている。ちなみにこの話では、造酒蔵が今井と切り結んでいるちょうどその頃、鍬次郎も勢州藩士・安西某なる武士を斬り殺し、お互いに屯所の前で鉢合わせをした、というドラマチックな描き方をされている。